# Pseudostixis dentata
Pseudostixis dentata är en skalbaggsart som först beskrevs av Hintz 1911.  Pseudostixis dentata ingår i släktet Pseudostixis och familjen långhorningar.
Artens utbredningsområde är Rwanda. Inga underarter finns listade i Catalogue of Life.